# Mecopelidnota mezai
Mecopelidnota mezai är en skalbaggsart som beskrevs av Soula 2008. Mecopelidnota mezai ingår i släktet Mecopelidnota och familjen Rutelidae. Inga underarter finns listade i Catalogue of Life.